# Рок-Елм (Вісконсин)
Рок-Елм (англ. Rock Elm) — місто (англ. town) в США, в окрузі Пієрс штату Вісконсин. Населення — 447 осіб (2020).

## Демографія
Згідно з переписом 2010 року, у місті мешкало 485 осіб у 191 домогосподарстві у складі 140 родин. Було 219 помешкань
Расовий склад населення:
| - 93,8 % — білих - 1,4 % — чорних або афроамериканців - 0,6 % — корінних американців - 0,2 % — азіатів - 2,1 % — осіб інших рас |

До двох чи більше рас належало 1,9 %. Частка іспаномовних становила 2,7 % від усіх жителів.
За віковим діапазоном населення розподілялося таким чином: 22,5 % — особи молодші 18 років, 63,7 % — особи у віці 18—64 років, 13,8 % — особи у віці 65 років та старші. Медіана віку мешканця становила 42,4 року. На 100 осіб жіночої статі у місті припадало 126,6 чоловіків;  на 100 жінок у віці від 18 років та старших — 121,2 чоловіків також старших 18 років.
Середній дохід на одне домашнє господарство  становив 61 806 доларів США (медіана — 46 429), а середній дохід на одну сім'ю — 77 398 доларів (медіана — 64 286). Медіана доходів становила 36 250 доларів для чоловіків та 36 250 доларів для жінок. За межею бідності перебувало 6,8 % осіб, у тому числі 6,9 % дітей у віці до 18 років та 4,2 % осіб у віці 65 років та старших.
Цивільне працевлаштоване населення становило 264 особи. Основні галузі зайнятості: сільське господарство, лісництво, риболовля — 28,4 %, освіта, охорона здоров'я та соціальна допомога — 20,5 %, виробництво — 20,1 %.